# Kazuhiro Mori
Kazuhiro Mori (født 17. april 1981) er en tidligere japansk fodboldspiller.
Han har spillet for flere forskellige klubber i sin karriere, herunder Vissel Kobe.